# Vincetoxicum ambiguum
Vincetoxicum ambiguum är en oleanderväxtart som beskrevs av Carl Maximowicz. Vincetoxicum ambiguum ingår i släktet tulkörter, och familjen oleanderväxter. Inga underarter finns listade i Catalogue of Life.